# I Decided
I Decided – pierwsza piosenka amerykańskiej piosenkarki Solange Knowles z jej drugiego studyjnego albumu Sol-Angel and the Hadley St. Dreams z 2008 roku. Piosenkę napisali Solange Knowles, Pharrell Williams, a producentem jest grupa The Neptunes.

## Teledysk
Reżyserem teledysku do piosenki "I Decided" jest Melina (reżyserowała także teledyski między innymi Beyoncé, Eve, Kylie Minogue). Videoklip jest utrzymany w stylu lat 60.
Wideoklip miał swoją premierę 5 czerwca 2008 r. na stronie yahoo.com.

## Inne wersja tej piosenki
| - "I Decided" (Radio Edit) - "I Decided" (Remix) (feat. Pharrell) - "I Decided" (Timbaland Remix) (feat. Timbaland) - "I Decided" (Freemasons Remix) | - "I Decided" (Mr. Mig Remix) - "I Decided" (Azza Remix) - "I Decided" (Instrumental) - "I Decided" (Acapella) | Promo Singiel - "I Decided" (Part 1) - "I Decided" (Part 2) - "I Decided" (Part 1 Instrumental) - "I Decided" (Part 2 Instrumental) |

## Listy przebojów
| Chart (2008 r.)                                             | Pozycja |
| ----------------------------------------------------------- | ------- |
| Francja – Syndicat national de l'édition phonographique     | 28      |
| Global Dance Tracks                                         | 15      |
| Irlandia – Irish Singles Chart                              | 49      |
| Japonia – Japan Hot 100                                     | 79      |
| Słowenia – Slovenian Singles Chart                          | 3       |
| Stany Zjednoczone – Billboard Hot Dance Club Play           | 1       |
| Stany Zjednoczone – Billboard Hot R&B/Hip-Hop Songs         | 44      |
| Stany Zjednoczone – Billboard Hot R&B/Hip-Hop Singles Sales | 1       |
| Stany Zjednoczone – Billboard Hot Dance Singles Sales       | 1       |
| Stany Zjednoczone – Billboard Hot Singles Sales             | 1       |
| Turcja – Türkiye Top 20 Listesi                             | 20      |
| Wielka Brytania – UK Singles Chart                          | 27      |
| Wielka Brytania – UK R&B Singles Chart                      | 6       |